# Parabola del padrone e del servo

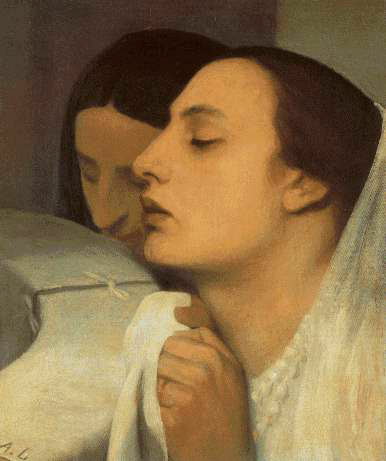
La preghiera di ringraziamento dopo la comunione di San Tommaso d'Aquino include una frase simile all'ultimo verso di questa parabola:
Ti ringrazio, mio Signore, Padre onnipotente, Dio eterno, che ti sei degnato, non per i miei meriti, ma per la Tua accondiscendenza, di soddisfare me peccatore, tuo servo indegno.
(dipinto di Alphonse Legros)

La parabola del padrone e del servo (detta anche servire con umiltà) è una parabola di Gesù raccontata nel Vangelo secondo Luca (17,7-10).
La parabola ricorda come "quando una persona ha fatto ciò che Dio vuole, ha fatto il suo dovere".

## Interpretazione
Questa parabola suggerisce che "persino i migliori tra i servi di Dio debbano essere umili perché essi svolgono unicamente il loro dovere e niente più." Nessuno, "nemmeno il più virtuoso o il più lavoratore, può porre in debito Dio nei suoi confronti."
William Barclay ha collegato questa parabola all'ultimo verso dell'inno di Isaac Watts dal titolo "When I Survey the Wondrous Cross":
Were the whole realm of Nature mine,

That were an offering far too small;

Love so amazing, so divine,

Demands my soul, my life, my all.
La frase "servo inutile" è utilizzata anche a livello liturgico nella liturgia di San Giovanni Crisostomo.
Lo scrittore biblico scozzese William R. Nicoll la chiama "la parabola del servizio extra".